# Metonimia
La metonimia o trasnominación es un fenómeno de cambio semántico, por el cual se designa un concepto con el nombre de otro, sirviéndose de alguna relación existente entre ambos. Es frecuente la sustitución e intercambio en relaciones de causa y efecto.

## Etimología
La palabra deriva del griego μετωνυμία, compuesta a su vez con la preposición μετά- (meta-), «más allá», utilizada como prefijo, y el verbo ονομάζειν (onomazein), «nombrar».

## Tipos
- Efecto por su causa:

Ganarse el sustento.
- Causa por su efecto:

Los niños son la alegría de la casa.
- Contenedor por el contenido:

Tomar una copa (tomarse el contenido de una copa).
Se comió dos platos (se comió el contenido de dos platos).
Fumarse una pipa (fumarse el contenido de una pipa).
- Símbolo por la cosa simbolizada:

Juró lealtad a la bandera (al país representado por ella).
- Lugar por lo que en él se produce:

Un Rioja (un vino de La Rioja).
Un Jerez (un vino de Jerez de la Frontera).
- Marca comercial por objeto de la marca:

Pagó con la Visa (tarjeta de crédito).
Échale Avecrem al agua (Cubo de caldo).
- Obra por el nombre de su autor:

Un picasso (un cuadro de Picasso).
Escuchar a Bach (una composición musical de Johann Sebastian Bach)
- La parte por el todo:

No había ni un alma (ni una persona).
El balón se introduce en la red (la portería).
Hay una cara  nueva en clase.
- El todo por la parte:

Lavar el coche (la carrocería).
- La materia por el objeto:

Un lienzo (un cuadro).
- El nombre del objeto por el de otro contiguo a él:

El cuello de la camisa.
- El instrumento por su artífice:

La mejor pluma de la literatura universal es Cervantes.
El primer violín de la orquesta (se refiere al que toca dicho violín).

## Metonimia y su significado
En la literatura, la metonimia es una figura literaria perteneciente a las figuras de significación o tropos. Sustituye el nombre de un elemento por otro con el que tiene íntima relación por sucesión.
Roman Jakobson ha realizado una clara y concisa explicación de las relaciones entre metonimias y metáforas guiándose por las consideraciones estructuralistas de Saussure. Por otra parte, el mismo Jakobson en el trabajo referido[cita requerida] explica en parte la diferencia de ciertas afasias, metonímicas las unas, metafóricas las otras. Jakobson considera que la metonimia se relaciona con lo que el antropólogo James George Frazer ha clasificado como magia de contagio, y que la metáfora se relaciona con lo que el mismo Frazer llama magia homeopática, o imitativa. También Jakobson sugiere que los procesos de lo inconsciente, denominados por S. Freud «desplazamiento» y «condensación», podrían equipararse a la metonimia y a la metáfora respectivamente. A partir de esto, Lacan expresa que lo inconsciente está estructurado como un lenguaje, mediante procesos de tipo metonímico y metafórico.
Retornando a la índole semiótica de la metonimia, cabe decir que las principales modalidades de metonimia se dan según la relación de los términos en juego; por ejemplo: de continente a contenido («bebió un vaso de agua» en lugar de «bebió el agua que estaba dentro de un vaso»); de materia a objeto («la carne» en sentido figurado —o metonímico— para aludir al cuerpo); de lugar de procedencia («un rioja» en lugar de «un vino de La Rioja»); de lo abstracto a lo concreto y del signo a la cosa significada o viceversa. La metalepsis es un tropo del conjunto de las metonimias en el cual se nombra o toma al antecedente por el consecuente o viceversa. Usando una terminología típica de la semiótica, puede decirse que la metonimia es el desplazamiento de algún significado, desde un significante hacia otro significante, que le es en algo próximo.
En las últimas décadas, particularmente desde la publicación de Metaphors We Live By, de George Lakoff, la corriente intelectual conocida como lingüística cognitiva ha retomado el estudio de la metonimia como fenómeno conceptual que, junto con la metáfora conceptual, constituye un mecanismo básico de organización lingüística a nivel tanto sincrónico como diacrónico. La metonimia no es, sin embargo, un fenómeno exclusivo de la organización lingüística, sino que es reconocida por las ciencias cognitivas como una operación cognitiva general fundamental en procesos cognitivos básicos como la percepción, la atención y la memoria.

## Metonimia en psicoanálisis
En psicoanálisis, de acuerdo a la teoría lacaniana, la metonimia es uno de los dos procesos psíquicos, siendo el otro la metáfora, usados por el inconsciente para manifestarse. El siguiente ejemplo trata de ilustrar este punto: una persona que odie a su padre, al no poder hacer consciente este sentimiento, desarrolla una aversión aparentemente inexplicable hacia la marca de cigarrillos que este fumaba. En este caso, lo que el padre significa para el sujeto (significado) se traslada del significante inicial (el padre) hacia otro que está relacionado (los cigarrillos).